# Древаль, Александр Константинович
Александр Константинович Древаль(род. 17 июля 1944, Москва, СССР) — советский ватерполист, играл на позиции защитника. Олимпийский чемпион 1972 года. Заслуженный мастер спорта СССР (1972).
Окончил факультет журналистики МГУ (1975), журналист.

## Биография
Олимпийский чемпион 1972 года: самый результативный игрок советской команды — 11 мячей.
Участник олимпийских игр 1976 года (8-е место; всего в рамках ОИ провёл 14 игр, забил 20 мячей).
Чемпион мира 1975 года, чемпион Европы 1970 года. Серебряный призёр Чемпионата мира (1973) и чемпионата Европы (1974), победитель Спартакиады народов СССР 1975.
На клубном уровне выступал за клуб «Буревестник» Москва. Чемпион СССР 1972—1974 годов.
Награждён медалью «За трудовое отличие».
Женат.